# シーム・カラス

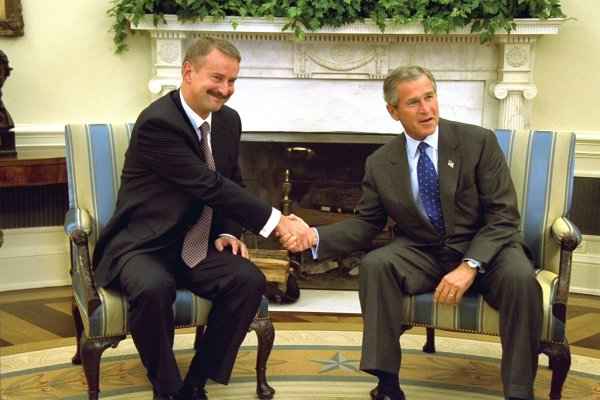
2002年9月、当時のジョージ・W・ブッシュ大統領とアメリカ合衆国のホワイトハウスにて

シーム・カラス（エストニア語: Siim Kallas、1948年10月2日 - ）は、エストニアの政治家。同国の首相、財務相、外務相、リーギコグ（国会）議員を歴任したほか、欧州委員会（バローゾ委員会）のエストニア選出委員を2004年から2014年にかけて務めた。エストニア改革党の党員、元党首。自由主義インターナショナル副会長も務め、ソビエト連邦時代は共産党党員だった。娘にエストニア首相のカヤ・カラスがいる。
2010年のエイヤフィヤトラヨークトルの噴火の際にカラスは欧州委員会の運輸担当副委員長として、緊急会合において飛行機の運行再開の延長を主導したことで、国際航空運送協会より非難の的にされた。

## 経歴
- 1948年 タリンに生まれる。

### 学歴
- 1967年 - 72年 タルトゥ大学で予算と財政について学ぶ。修士号
- 1968年 - 72年 同大学の軍事学部で学ぶ。
- 1972年 - 75年 同大学で環境経済学を学ぶ。博士号

### 職歴
- 1975年 - 79年 エストニア・ソビエト社会主義共和国財務省の専門家
- 1979年 - 86年 貯蓄銀行中央局長
- 1986年 - 89年 共産党機関紙「ラフヴァ・ハール」副編集長
- 1989年 - 91年 エストニア労働組合中央組合議長、最高会議議員
- 1991年 - 95年 エストニア銀行総裁
- 1995年 - 04年 リーギコグ（国会）議員
- 1995年 - 96年 外務大臣
- 1996年 欧州評議会の閣僚委員会委員長
- 1999年 - 02年 財務大臣
- 2002年 - 03年 首相
- 2004年 - 10年 欧州委員会総務・監査・不正防止担当委員、副委員長
- 2010年 - 14年 欧州委員会運輸担当委員、副委員長

## 人物
母語のエストニア語に加えて英語、フィンランド語、ロシア語、ドイツ語に堪能であるほか、フランス語も話すことができる。エストニア人の血を引くバルト・ドイツ人で医師のクリスティ・カラスとの間に、息子と娘を一人ずつもうけた。このうち、娘のカヤ・カラスは2021年にエストニアの首相に就任している。また、引退後もエストニアの国家としての地位回復に積極的に関わっている。